# Hueyotlipan (Tlaxcala)
San Ildefonso Hueyotlipan (o simplemente Hueyotlipan) es la cabecera del municipio de Hueyotlipan, en el estado de Tlaxcala, México. Está situado a cuatro leguas de la ciudad de Tlaxcala.

## Toponimia
«Hueyotlipan» quiere decir “sobre el camino grande” y proviene de la época prehispánica, cuando los tlaxcaltecas del señorío de Tepectipac y de los demás caminaban desde los peñascos del primero, hasta las tierras llanas de Hueyotlipan, puesto en el que convergían otros caminos que venían desde Cholula, Huejotzingo, Zacatlán, Tulancingo, Tepeculco, Texcoco, Apan y Calpulalpan.
El lugar debió llamarse “división de caminos”, pero le llamaron “el gran camino”. El gran camino pasaba por Huexoyucan, conocida más tarde como San Mateo. De esta población, hasta llegar a Hueyotlipan, se encontraban varios asentamientos otomíes, etnia consideraba como valiente y temida, que cuidaba la frontera tlaxcalteca contra los tenochcas o mexicanos colhuaques. A tres leguas de este pueblo se encontraban las fortificaciones militares a cargo de una guarnición permanente de guerreros tlaxcaltecas. La guarnición se encontraba en las faldas del cerro de Quauhtepec, que significa “Cerro de las águilas” o “Cerro del águila”, el cerro servía de límite entre el señorío de Tlaxcala y el de Texcoco

## Ubicación
Coordenadas
19°28' latitud norte y 98°21' longitud oeste.
Ubicado en el Eje Neovolcánico a 2560 msnm, el municipio de Hueyotlipan se sitúa en un eje de coordenadas geográficas entre los 19 grados 28 minutos latitud norte y 98 grados 21 minutos longitud oeste. Localizado al poniente del estado, el municipio de Hueyotlipan colinda al norte con los municipios de Tlaxco y Benito Juárez, al sur colinda con los municipios de Ixtacuixtla y Panotla, al oriente se establecen linderos con los municipios de San Lucas Tecopilco y Xaltocan, asimismo al poniente colinda con los municipios de Sanctórum y Españita.

## Hidrografía
Hueyotlipan cuenta con una presas dos estatales como son el sol y la luna, la presa de playa azul y también cuenta con una vasta cantidad de jagüeyes

## Relieve
Las principales elevaciones que se localizan en el municipio de Hueyotlipan son de pie de cerro en donde se ubica una cruz y esta justo enfrente de la cabecera municipal, y hacia atrás a 2 km se encuentra el cerro de Techalote. Uno más es el cerro de Tlalpan y el de san Blas Hueyotlipan que se sitúa en una parte en subida, una inclinación. Es una zona de cerros con muy buena localización.

## Historia
Al ascender Moctezuma II como jerarca del imperio mexica culhúa, este establece nuevas conquistas que abarcan incluso al territorio de Tlaxcala, desarrollándose éstas alrededor del año 1504. Los culhúa mexicas intentan sobornar a los pueblos otomíes de Hueyotlipan negándose éstos a ello y consolidando el poderío de los cuatro señoríos, Ocotelulco, Tizatlán, Quiahuiztlán y Tepeticpac, en donde Hueyotlipan tuvo sus raíces y asentamientos humanos de singular importancia: Atzatzacuala, Cuahsomolco, Tecohuac, Tolzinco, Oztotipac, Techalote y Xipetzingo.

### La colonia
En 1535 Carlos V decretó mediante disposición real, que el territorio de Tlaxcala sería para uso exclusivo de los tlaxcaltecas, prohibiendo el establecimiento de colonos españoles. Esta disposición fue constantemente violada por los ganaderos españoles que radicaban en Puebla quienes, en un principio y después, con consentimiento de la real Audiencia de la ciudad de México, fueron adquiriendo propiedades en Tlaxcala. En el caso concreto de Hueyotlipan, al finalizar el siglo XVI grandes fincas fueron adquiridas por españoles que seguían el ejemplo de Francisco López Ordóñez, quien dirigió la poderosa comunidad económica en San Luis Apizaco.
La penetración española en Hueyotlipan no estuvo exenta de conflictos. El 28 de enero de 1608 el virrey don Luis de Velasco le ordenó a Gaspar de Castillo Rivadeneira, juez y escribano de las congregaciones, otorgar ejidos bastantes a Hueyotlipan, poniendo las mojoneras, asentándolo en autos, a fin de que el gobernador de Tlaxcala impida que los ganados y bestias de los españoles pasten en dichos ejidos, en caso de hacerlo, imponiendo penas a los transgresores “sin excederse en manera alguna”.
La disposición anterior fue consecuencia de las constantes quejas que los indígenas de Hueyotlipan le enviaron al virrey don Luis de Velasco, en torno a la introducción del ganado de los españoles a terrenos de su pueblo todo el año, y que este pastaba hasta en los terrenos de la iglesia del pueblo, destruyendo las nopaleras y magueyes, además de comerse milpas y sementeros. Le pedían al virrey que les señalara los ejidos de la población y pusiera las mojoneras, señalando cuando menos media legua a la redonda de su pueblo para que dentro de ella quedara prohibida la introducción de ganados.
Fray Juan Sarmiento conminaba al juez Gaspar de Castilla Rivadeneira a cumplir la instrucción virreinal, recordándole que los indios de la cabecera de Hueyotlipan habían ayudado a la conquista de la Ciudad de México (Tenochtitlán) favoreciendo al marqués del Valle en todas ocasiones “en especial cuando vino desbaratado de la ciudad de México”.
La presencia hispánica, aparte de la posición estratégica de Tlaxcala entre el Golfo de México y el Eje Neovolcánico, dinamizó la economía regional pues el camino México-Tlaxcala-Veracruz, en su tramo de Tlaxcala a Calpulalpan, pasó también por Hueyotlipan, incorporándola a la corriente de comercio.
A fines de la Colonia Hueyotlipan estaba conformada con seis pueblos, 15 haciendas y un rancho. La población española no era muy numerosa, pues apenas llegaba a 20 españoles. El mestizaje también estaba presente con una población de 30 por ciento. La población indígena no sobrepasaba 1 341 habitantes.

### Siglo XIX
Participación en la Independencia de México.- Entre las acciones insurgentes de carácter local se recuerda la sublevación del cura de Hueyotlipan con más de 20 pueblos, que desafortunadamente fueron derrotados en las cumbres de Aculco.
Durante los intentos de la diputación poblana por anexarse Tlaxcala a su territorio, Hueyotlipan se unió a la diputación Tlaxcalteca que se negó a formar parte de la entidad vecina y junto con el pueblo a San Martín Xaltocan, envían un documento al Congreso General, en donde expresan su oposición a dicha anexión.

### La reforma
Después de la Revolución de Ayutla y con la Promulgación de la Constitución de 1857, Tlaxcala fue erigido en Estado Libre y Soberano. Como consecuencia, se convocó a un congreso Constituyente, que aparte de promulgar la carta local, entre otras disposiciones, publicó una ley de educación, por medio de la cual la instrucción primaria quedó sujeta a siete juntas directivas. El municipio de Hueyotlipan quedó integrado a la primera junta, con Tlaxcala y Tepeyanco.
En plena época del imperio, el país es dividido en 50 departamentos. Tlaxcala es uno de ellos y a su vez es dividido en 3 distritos integrados por 27 municipalidades. Hueyotlipan es una municipalidad que pertenece al distrito de Tlaxcala y se integra, además de la propia cabecera (Hueyotlipan), con San Simón, Españita, Metepec, La Magdalena y por la hacienda La Blanca.
Siendo gobernador sustituto Miguel Lira y Ortega, se inicia de nueva cuenta la reorganización del estado. La entidad vuelve a ser dividida territorialmente y se integra por 5 distritos: Hidalgo, Zaragoza, Juárez, Morelos y Ocampo. Hueyotlipan se ubica junto con Calpulalpan y Españita, en el distrito de Ocampo, conocido también como el quinto. Para 1882, siendo gobernador del estado Mariano Grajales, la división territorial vuelve a sufrir cambios, ahora se integra por cinco prefecturas y 3 subprefecturas. Hueyotlipan pertenecía a la prefectura del distrito de Ocampo, junto con Calpulalpan y Españita.

### El porfiriato
Hueyotlipan por su situación geográfica dentro del distrito de Ocampo, se incorporó al desarrollo económico fincado en la modernización de las haciendas pulqueras y cerealeras. El auge económico de las haciendas se debió fundamentalmente a que la mayoría de ellas centraron su actividad en el cultivo del maguey y la fermentación del mismo, que era enviado a los expendios de pulque de la ciudad de México, a través de las vías férreas.
La prosperidad de las haciendas no se tradujo en mejores niveles de vida para la población, quien a la inconformidad por sus condiciones de vida agregaría la inconformidad política, por la imposición que los hacendados propiciaban en los Ayuntamientos. La elección de autoridades municipales en 1908 causó protestas en distintos pueblos de Tlaxcala, entre ellos el de Hueyotlipan. Sus pobladores se dirigieron al Congreso Local, demandando la nulidad de las elecciones municipales por las infracciones que se habían cometido durante el proceso electoral. El diario oficial no señala si la comisión de gobernación las declaró nulas o las aprobó, como sí ocurrió en los casos de Contla y San Pablo del Monte, donde fueron nulificadas, designando Ayuntamientos provisionales en tanto se convocaba a elecciones.

### Siglo XX
Revolución mexicana.
En los años inmediatos al levantamiento armado del 20 de noviembre de 1910, y siendo gobernador el dirigente obrero Antonio Hidalgo, comenta en su informe de gobierno que, Hueyotlipan dentro del distrito de Ocampo, se dignifica por buscar la educación de la niñez, pues cuenta con tres escuelas oficiales de niños y dos de niñas que atienden a la población escolar.
Época Contemporánea.
Durante 1918 y 1932, los campesinos viven con la esperanza de convertirse en propietarios de la tierra anhelada, algunos de ellos logran la meta, son años en que se vive una reestructuración en todo sentido: político, económico, industrial, etc. Para 1932 la producción pulquera sigue ocupando un lugar privilegiado en la economía del estado. Hueyotlipan en este año, produce un total de 799 639 litros.
De acuerdo con la ley orgánica del municipio en el estado de Tlaxcala, el municipio libre es la base de la división territorial y de la organización política y administrativa en el estado. Son considerados como tal 42 municipios, entre los que se incorpora a Hueyotlipan.
En los años cincuentas, la industria moderna no se había arraigado en el estado, lo mismo sucede con el comercio y con las instituciones bancarias. La banca oficial se hacía presente en el estado por medio del Banco Nacional de Crédito Ejidal, que tenía una agencia en Tlaxcala y jefaturas en Apizaco, Huamantla y Hueyotlipan.
Hacia 1970 y 1973 se observa un ascenso del movimiento campesino en Tlaxcala, el que se constituye como la primera parte del auge de la lucha campesina. A pesar de que Díaz Ordaz había anunciado que la fase distributiva de la reforma agraria había llegado a su fin y por su parte Aguirre Palancares, en ese momento Jefe del Departamento Agrario, declaró que en Tlaxcala no había más tierra que repartir, en el estado se denuncia, a través de la Federación de Estudiantes Tlaxcaltecas, ante el entonces Presidente de la República Luis Echeverría Álvarez, la existencia de 75 familias que poseen latifundios. En esta lista aparece el predio de San Blas, propiedad de Juan Nauden del municipio de Hueyotlipan.
De acuerdo con el informe oficial, entregado por el departamento de Asuntos Agrarios y colonización (DAAC), en su mayoría los predios se encontraban fraccionados, un ejemplo lo encontramos en San Blas, municipio de Hueyotlipan, que se dividió en 12 fracciones y los propietarios son: Jorge Naude Córdoba (finado), Alfonso de la Madrid, Marcela Naude, Antonio Yañez, Luis Chávez, Dolores Naude de Cabañas, José de la Luz Pineda, Nohemí Naude de Alba.

### Cronología de hechos históricos
- 1520 - Se descubrieron en el municipio de Hueyotlipan, restos de la antigua muralla prehispánica tlaxcalteca. Hernán Cortés afirma en su segunda carta de relación que en su retirada de la ciudad de Tenochtitlan, a principios del mes de julio, los tlaxcaltecas lo recibieron en Hueyotlipan (que Cortés llamó Auilapan); este episodio aparece representado en el "lienzo de Tlaxcala ".
- 1812 - En 1812 durante la lucha por la independencia de México, el 12 de febrero se levantó en armas Camilo Suárez, comandante del Santuario de Ocotlán, sublevándose al mismo tiempo el cura de Hueyotlipan con más de 20 pueblos de la provincia de Tlaxcala, siendo derrotados en las cumbres de aculco.

En la producción pulquera sigue ocupando un lugar privilegiado en la economía del estado. Hueyotlipan en este año, produce un total de 799 639 litros.

## Actividades
La actividad más importante en el municipio al igual que en todo México es la agricultura, gracias a la diversidad de climas, en Hueyotlipan se cultiva una gran variedad de especies principalmente maíz, cebada, trigo, frijol, haba, entre otros. Seguido por la ganadería entre otros.

## Vialidades
El municipio cuenta con carreteras estatales y caminos rurales, que permiten una adecuada comunicación entre sus poblados. Entre las principales se encuentra la carretera federal México - Veracruz. Y dentro del municipio se comunica con carreteras hacia Ignacio Zaragoza, San Simeón Xipetzinco, San Lorenzo Techalote y Cuaximala.

## Lugares de interés
Iglesia de San Ildefonso Hueyotlipan.
El templo está dedicado  el patrón del pueblo es San Ildefonso . Es de medianas proporciones, con rica techumbre de cedro que cuenta con más de dos siglos. Excelente pavimento de duela americana (hoy no existente) con dos series de ventanas y tres pinturas enmarcadas:
- El inmaculado corazón de María.
- La visión de Patmos.
- El papa Pío IX orando ante la inmaculada.

La casa cural separada del templo tiene mucha extensión y varias piezas habitables. Se hace uso del vestíbulo del templo para la inhumación de los cadáveres.
La iglesia del lugar, hoy dedicada a San Ildefonso y virgen María de Guadalupe, fue comenzada un 24 de junio de 1678 y terminada el 19 de marzo de 1682, fecha en que se celebró la primera celebración dedicada al sr. San José.
Un año antes la diócesis de Puebla levantó un censo (1681) indicando en Hueyotlipan la existencia de 6 pueblos y 15 haciendas, habitadas por 20 españoles, 30 mestizos y 1341 indios, estando a cargo de un cura y un teniente de tropa.

## Costumbres y tradiciones
La mayor tradición es la que se celebra a San Ildefonso de Toledo, santo hispano de la Iglesia católica, el 23 de enero. Es una festividad religiosa y se le celebra por ser el santo patrón. Se efectúa una misa con santos invitados de toda la región y es celebrada por el obispo de Tlaxcala; además se pasan unos días llenos de emociones, música, toros, pelea de gallos, caballos, juegos pirotécnicos, camadas, bailes y mucha diversión.
Otra tradición de Hueyotlipan y no menos importante es la bajada y subida del Señor del Convento (cristo crucificado) que se efectúa año con año el 1 y 31 del mes de julio, su historia es que cuando Hernan cortes fue derrotado en tenochtitlan en la llamada noche triste llego a hueyotlipan un domingo 8 de julio de 1520 para rehacer sus tropas con guerreros tlaxcaltecas, en esta visita hernan cortes es curado de una grave herida en la cabeza en agradecimiento regala un cristo crucificado llamado mas adelante señor del convento y al igual que la festividad de san Ildefonso de toledo se celebra con santos del municipio o de la region en el libro mitos del convento de la autora Antonia Carrillo Franco podemos encontrar anecdotas y testimonios de la gente del pueblo.